# Myhkyrä (ö i Södra Savolax, Nyslott, lat 61,79, long 28,70)
Myhkyrä är en ö i Finland. Den ligger i sjön Pihlajavesi och i kommunen Nyslott i  landskapet Södra Savolax, i den sydöstra delen av landet, 270 km nordost om huvudstaden Helsingfors. Öns area är 5,1 hektar och dess största längd är 0,6 kilometer i sydöst-nordvästlig riktning.